# مستشفى بيتييه سالبيتريير
مستشفى بيتييه سالبيتريير (بالفرنسية: Hôpital Pitié-Salpêtrière؛ نطق: ‎opital pitje salpɛtʁijɛʁ‏) هو مستشفى جامعي مشهور في منطقة 13TH للتقسيم الإداري لباريس.

## روابط خارجية
- Pitié-Salpêtrière Hospital (in French)
- History of La Salpêtrière
- Salpêtrière Hospital records, 1859-1942 (inclusive), 1900-1919 (bulk), HMS c30. Harvard Medical Library, Francis A. Countway Library of Medicine, Center for the History of Medicine, Harvard Medical School